# Greg Bennett
Greg Bennett (Sydney, 2 de janeiro de 1972) é um triatleta profissional australiano. 
Greg Bennett  disputou os jogos de Atenas 2004, ficando em 4º.